# Donau-Zwaben

Donau-Zwaben in Oostenrijk-Hongarije

Donau-Zwaben (Duits: Donauschwaben, Hongaars: Dunai svábok of Dunamenti németek, Roemeens: Şvabi of Şvabi Dunăreni, Servisch: Дунавске Швабе, Dunavske Švabe, Kroatisch: Podunavski Švabe, Bulgaars: Дунавски шваби, Dunavski shvabi) is een verzamelnaam voor een etnische groep van in de 18e eeuw naar midden en Zuid-Europa getrokken Duitsers. Zij leefden vooral in het voormalige koninkrijk Hongarije, met name in de vlakte van de Donau.
Afhankelijk van het vestigingsgebied zijn er 4 tot 5 groepen te onderscheiden:
1. Hongaars-Duitse Donau-Zwaben
2. Donau-Zwaben van Satu Mare
3. Donau-Zwaben van Banaat
4. Donau-Zwaben van voormalig Joegoslavië

De Duitser van het Karpatenbekken en de Zevenburger Saksen worden niet tot de Donau-Zwaben grekend.

## Geschiedenis

### Herkomst
In het begin van de 13e eeuw begonnen handelaren en de mijnwerkers uit het Duitse Rijk zich te vestigen in het koninkrijk Hongarije op uitnodiging van de Hongaarse koningen, die hun belastinginkomsten met nieuwe productiviteit en handelsstromen wilden verhogen. Met name de ontginning van zilvermijnen en later ook goudmijnen in Slowakije werd in handen gegeven van Saksische ondernemers en mijnarbeiders die hun vaardigheden daartoe in eigen land hadden bewezen. Een kwart van de zilverproductie van Europa kwam uit dit gebied. In Transsylvanië (Zevenburgen, Siebenbürgen) werden landbouwers uit het Moezelgebied en Luxemburg - naderhand ook 'Saksen' genoemd - aangetrokken om deze weinig bevolkte uithoek van het Hongaarse koninkrijk te bevolken en met versterkte woonplaatsen beter verdedigbaar te maken tegen de Bulgaarse en Turkse invallen. Daarvoor kregen deze kolonisten aanzienlijke autonomie en het recht (vesting-)steden op te richten. Ook elders in koninkrijk werden om de nog primitieve steden op Europees niveau te brengen ambachts- en handelslieden uit het Duitse Rijk, daarnaast uit de Nederlanden (en dan met name Wallonië) en Italië aangetrokken.
Door de eeuwen heen bleven er aanzienlijke nederzettingen van zogenaamde Karpatenduitsers en Zevenburgse Saksen bestaan, met name rondom de acht 'koninklijke steden' in Slowakije en de vijf steden met eenzelfde status in Transsylvanië, dit ondanks de economische neergang ten gevolge van de Turkse verovering van Hongarije, een bezetting waarvan het Slowaakse bergland overigens bleef gevrijwaard, terwijl Transsylvanië zich wisten te handhaven door aan het Ottomaanse Rijk tribuut te betalen in ruil voor autonomie als vorstendom.
Aan het einde van de 17de eeuw verloor het Ottomaanse Rijk zijn greep op deze gebieden en gaandeweg heroverden de Habsburgers het oude Hongaarse koninkrijk. Zij werden nu naast Oostenrijks keizer ook Hongaarse koning en zij legden een verdedigingslinie aan tussen hun rijk en dat van de Turken: de zogenaamde Militärgrenze. Deze bestond uit een door de oorlogen vrijwel ontvolkte grenszone van 10 tot 50 km breed, verlopende van de Adriatische Zee ter hoogte van Split tot de knie in de Karpatenboog midden in het huidige Roemenië ter hoogte van het gebied van de bovengenoemde Zevenburger Saksen (Siebenbürger Sachsen). Deze zone werd in de 18de eeuw bevolkt met kolonisten die als boer in hun levensonderhoud moesten voorzien en daartoe land en om te beginnen belastingvrijdom kregen. Daartegenover waren zij weerplichtig, dat wil zeggen zij moesten onder de wapenen komen bij dreigende invallen door Turkse legers. Hun Duitse aanduiding Wehrbauern gaat op deze functie terug. De herkomst van deze kolonisten was divers. Een derde bestond uit verarmde boeren uit het zuidwesten van het Duitse Rijk, de Elzas en Lotharingen inbegrepen. Zij werden daarom Zwaben genoemd: Donau-Zwaben. N.B. de term Donau-Zwaben slaat uitsluitend op deze 18de-eeuwse landverhuizers, en niet op de nakomelingen van de 13e-eeuwse volksverhuizing vanuit het Duitse Rijk naar Slowakije en Transsylvanië. Een onderscheid tussen beide manifesteerde zich ook in de godsdienst. De Donau-Zwaben waren grotendeels rooms-katholiek; de Slowaakse en Transsylvaanse Duitsers luthers. 
Overigens bestonden de zogenaamde 'Grenzer' naast Donau-Zwaben ook uit Hongaren, Slowaken en Kroaten, en gekatholiseerde Serviërs, Roemenen, en Oekraïners, die onder de Habsburgse kroon veiligheid wilden zoeken. Deze plurifomiteit is voor een deel, na de etnische zuiveringen welke volgden op de Tweede Wereldoorlog, bewaard gebleven in de Servische provincie Vojvodina, de Roemeens provincie Banaat en het zuiden van Hongarije.

### Nederzettingen
De vestiging van kolonisten volgde stap voor stap op de terugdringing van de Ottomaanse bezetting. Het land dat de Turken achterlieten was verarmd en deels ontvolkt. De Habsbugse adel - zowel de oude Hongaarse als de nieuwe adel van succesvolle legeraanvoerders die uit Oostenrijkers en Italianen bestond - werd met grootgrondbezit beloond voor zijn inspanningen in de Turkenoorlogen en zij ronselden arme boeren voor de herbevolking uit het Duitse Rijk en dan met name uit het zuidwesten (Baden, Württemberg, de Elzas en Lotharingen). Deze kolonisatie begon na de Turkse nederlaag voor Wenen in 1683. De kolonisten werden Zwaben genoemd naar hun landen van herkomst en vestigden of herbevolkten dorpen in het het Bakonygebergte (Bakonywald) en het Vértesgebergte (Schildgebirge) ten noorden en ten westen van Balatonmeer (Plattensee), zo ook om de stad Buda (Ofen) die nu een deel van Boedapest is geworden. Het gebied van de sterkste Duitse kolonisatie lag zuidelijker in (Zwabisch Turkije), een driehoekig gebied rond de stad Pécs (Fünfkirchen) tussen de Donau, de Drava (Drau) en het Balatonmeer, de huidige komitaten Somogy (Schomodei), Baranya (Branau) en Tolna (Tolnau). Andere gebieden waar Duitsers zich in deze periode vestigden waren veel oostelijker Satu Mare (Sathmar), nu in Roemenië, en ten zuiden van Mukachevo (Munkatsch) in oostelijk Slowakije, sinds 1945 Oekraïne.
Nadat het gebied, bestaande uit het Banaat (Banat, de Bačka) (Batschka), nu de Servische provincie Voivodina bezuiden de Drava ook door de Habsburgers van de Ottomanen was bevrijd (Verdrag van Passarowitz (1718), werd het een centrum van de in te richten Militärgrenze (zie boven). Pas de definitieve pacificatie na een nieuwe korte oorlog (1737-1739) opende de mogelijkheden tot kolonisatie.
De vestiging werd verwezenlijkt door particuliere en staatsinitiatieven, de laatste vooral op instigatie van keizerin Maria Theresia die in 1740 op de troon kwam als koningin van Hongarije. Het land werd geleidelijk ontgonnen door drooglegging van de moerassen langs de Donau en de Tisza drooggelegd, en de aanleg van wegen en kanalen. In dit gebied immigreerden tussen 1740 en 1790 meer dan 100.000 Duitse boeren.
De napoleontische oorlogen beëindigden de verplaatsing op grote schaal van Duitsers naar het Hongaarse land, hoewel de koloniale bevolking geleidelijk groeide en nieuwe dorpen stichtte. Talrijke dochterkolonies ontwikkelden zich door emigratie naar het geografisch aansluitende Kroatische Slavonië en Bosnië en buiten Oostenrijk-Hongarije in het dorp Bardarski Geran in de Bulgaarse provincie Vratsa en na conflicten later verder naar Tsarev Brod in de provincie Sjoemen en Gostilya in de provincie Pleven.
Na het inrichten van de dubbelmonarchie Oostenrijk-Hongarije in 1867, voerde het nu autonoom geworden Hongarije een beleid van magyarisatie waardoor de minderheden, met inbegrip van de Donau-Zwaben, door politieke, economische en onderwijsmiddelen onder assimilatiedruk kwamen te staan. De culturele afstemming op Oostenrijk en Duitsland werd weliswaar minder maar de overheid slaagde er niet in de Donau-Zwaben ertoe te brengen dat zij de Hongaarse taal en cultuur aannamen.
Bij het Verdrag van Trianon (1920) na de Eerste Wereldoorlog, werd Hongarije verdeeld tussen nieuw gestichte staten. Het Banaat kwam aan Roemenië, Joegoslavië, en bleef voor een klein deel bij Hongarije; de Bačka werd verdeeld tussen Joegoslavië en Hongarije; en Sathmar, sindsdien Satu Mare ging naar Roemenië. Daarmee was het grootste deel onder het nieuwe Joegoslavië gekomen als de provincie Voivodina. De bevolking van deze provincie kwam uit ruim 312.000 (23%) Duits- en uit bijna 442.000 (32%) Hongaarstaligen te bestaan. In het aan Roemenië toegedeelde gebied woonden 225.000 (25%) Duits- en 75.000 (8%) Hongaarstaligen. Daarnaast bleef het woongebied van ruim 700.000 Donau-Zwaben op het resterende Hongaarse staatsgebied liggen, voornamelijk in de gebieden westelijk van de Donau en om Boedapest heen. Vooral zij waren sinds 1866 sterk onderhevig aan een proces van culturele magyarisering.

### Tweede Wereldoorlog, de uitwijzing en huidige situatie
Bij het begin van Tweede Wereldoorlog bevonden zich Donau-Zwaben in de legers van Roemenië, Hongarije, en Joegoslavië. Tijdens de Duitse en Kroatische bezetting van het hele gebied kreeg Hongarije als Duits bondgenoot delen terug van het gebied dat het in 1920 bij het Verdrag van Trianon had moeten afstaan. Het Joegoslavische deel (Voivodina) werd een autonome regio onder Donau-Zwabische dominantie. De dienstplichtigen meldden zich eerst vrijwillig, later gedwongen aan bij de Waffen-SS, in het bijzonder de 22ste SS-Freiwilligen-Kavallerie-Division "Maria Theresa" en de 7de SS-Freiwilligen-Gebirgs-Division „Prinz Eugen“, die vooral berucht zijn geworden door in Joegoslavië begane oorlogsmisdaden. Door dienstneming verloren zij hun oorspronkelijke nationaliteit en ontvingen zij het Duitse staatsburgerschap. Van ongeveer 100.000 militairen sneuvelden er ongeveer 29.000.
Aan de vooravond van de Tweede Wereldoorlog woonden in Joegoslavië, Roemenië en Hongarije 1.400.000 mensen die onder de algemene noemer van Donau-Zwaben vielen. In 1945 waren er na oorlogsverliezen nog 1.235.000 over, toen het Sovjet Rode Leger hun woongebieden binnenviel, waarop de uittocht van Duitsers uit dit deel van Oost-Europa begon. De helft wist op tijd in de richting van Oostenrijk te vluchten. Zo bleven er in de zomer van 1945 810.000 achter. Niet alleen de krachtigste, ook vrouwen en kinderen werden verzameld voor dwangarbeid (Málenkij robot of маленькая работа: malenkaia rabota) in de Sovjet-Unie. Anderen werden, en dan met name in het Joegoslavische deel (de Voivodina), naar concentratiekampen gedeporteerd en verbleven daar in dusdanig slechte omstandigheden in plaatselijke kampen dat honderdduizend het niet zouden overleven. Dat betrof vooral vrouwen, kinderen en bejaarden, omdat veel mannen al aan de fronten krijgsgevangen waren genomen: als dienstplichtige in de nationale legers van Hongarije en Roemenië, die als bondgenoot aan de zijde van nazi-Duitsland streden, maar vooral ook als militair in de Waffen-SS die speciaal voor buitenlanders en buitenlandse Duitsers (Auslanddeutsche) was opgericht. Deze krijgsgevangenen moesten na de Duitse capitulatie in de Sovjet-Unie zware dwangarbeid verrichten en de overlevenden zouden pas in de jaren vijftig, naar hun woonplaatsen mogen teruggaan of naar Duitsland mogen emigreren.
Al dan niet na standrechtelijke veroordelingen vonden in 1945 kort na de Duitse capitulatie hier en daar ook massa-executies plaats. Na collectieve onteigening van alle Duitstaligen in Joegoslavië werden de nu zonder middelen van bestaan gekomen 'onbruikbaren' na verloop van tijd gedwongen naar Duitsland "terug te keren", op 75.000 na die voor dwangarbeid in Joegoslavië achterbleven; ook zij zouden in de jaren vijftig naar Duitsland mogen emigreren. Hongarije wees de helft van zijn Donau-Zwaben uit, op grond van hun al dan niet vermeende nazistische sympathieën, een merkwaardige beschuldiging omdat Hongarije tijdens de oorlog zelf ook Duits bondgenoot was. Een ander deel werd voor dwangarbeid aan de Sovjet-Unie overgeleverd. In Roemenië behielden de Donau-Zwaben hun staatsburgerschap maar ook hier werd dwangarbeid, zij het in het land zelf, opgelegd.
Toen in 1951 het VN-Vluchtelingenverdrag tot stand kwam (voluit de Conventie van Genève betreffende de Status van Vluchtelingen van 28 juli 1951), werden deze Duitsers uitgesloten van de vluchtelingstatus.
Tegen betaling door de Bondsrepubliek mochten tienduizenden Roemenië tussen 1970-90 verlaten en na 1990 was emigratie vrij zodat een ware uittocht van Zwaben en vooral van Zevenburger Saksen (die overigens niet onder de Donau-Zwaben begrepen worden) losbarstte en eerder het karakter van een vlucht kreeg.
In totaal waren er in 2000 nog 490.000 Donau-Zwaben, veelal min of meer geassimileerd als Roemeen of Hongaar, overgebleven in de oorspronkelijke woongebieden, dat wil zeggen centraal en zuidelijk Hongarije en zuidwestelijk Roemenië. Daarnaast verbleven er 660.000 in Duitsland, 150.000 in Oostenrijk, 100.000 in Noord- en 15.000 in Zuid-Amerika, en ten slotte nog 15.000 elders in de wereld.

## Cultuur
De Zwabische cultuur is een menging van zuidelijk-Duitse regionale cultuurvarianten met Balkan- en dan meestal Hongaarse invloed. Dit geldt vooral voor het voedsel, waarin veel paprika wordt gebruikt, wat tot de bijnaam van Paprikadeutsche voor Hongaarse Duitsers heeft geleid.
Na het verdwijnen van de bevolking zijn hun bouwkundige voortbrengselen gebleven. De architectuur heeft een eigen karakter. De huizen zijn traditioneel van adobe (stenen van leem, stro en mest) gemaakt en bepleisterd. De tweede verdieping is als regel niet meer dan een zolder, eventueel met topgevels doorbroken. Opvallender dan de huizenbouw is de vorm van de dorpen: lange linten (Strassendörfer) van losstaande boerenhuizen met binnenplaatsen, te bereiken door een afsluitbare poort, en gescheiden door erfafscheidingen in de vorm van hekwerken. Ook de rooms-katholieke kerken wijken af van het orthodoxe type van de Serven en Roemenen.

### Taal
De taal van de Donau-Zwaben was slechts in naam Zwabisch. In werkelijkheid, bevatte ze elementen uit de vele dialecten van de oorspronkelijke immigranten: Rijnlands-Paltsisch-Noord-Elzassisch, samen Middelfrankisch, en Elzassisch-Badisch-Württembergs, samen Alemannisch, maar ook Austro-Hongaars bestuurlijk en militair jargon. Daarnaast leenwoorden uit het Hongaars, vooral uit het gebied van de keuken en de landbouw, en uit het moderne domein van kleding, politiek en sport.
Invloeden van andere culturen waren Servisch en Kroatisch, Russisch (voor communistische concepten), Roemeens.
Aan de Hoogduitse literatuur hebben weinig Donau-Zwaben bijgedragen. Dat was een gevolg van hun plattelandscultuur en het ontbreken van steden met een Duitstalige dominantie. Nikolaus Lenau is een betrekkelijke uitzondering want deze Nikolaus Niembsch Edler von Strehlenau (1802-1850) was de zoon van een Oostenrijks officier. Hij werd onder het pseudoniem Lenau een internationaal bekende schrijver die de romantische school van zijn tijd wist te combineren met het opkomend realisme. Hij emigreerde overigens naar Amerika en stierf daar. Hij wordt niet genegeerd, zoals te doen gebruikelijk is met het Duitstalige verleden van deze gebieden. In Timisoara is een tweetalige middelbare/hoge school naar hem vernoemd.
De taal die de Donau-Zwaben gebruikten, klonk een spreker van het Hoogduits als archaïsch in de oren. De taal zelf varieerde aanzienlijk, waardoor de sprekers de inwoners van nabuurdorpen zich al van elkaar onderscheidden.

### Naamgeving
Zoals gebruikelijk in Hongarije, zetten Donau-Zwaben vaak de familienaam vooraan, vooral in geschreven vorm, bijvoorbeeld Butscher Jakob. In de dorpen van de Donau-Zwaben kwam over het algemeen weinig variatie in familienamen voor, aangezien de dorpsbewoners van slechts een paar families afstammen. De namen komen vanuit heel zuidelijk Duitsland, soms van geassimileerde Hongaren, en zijn zo nu en van Balkan- of Italiaanse oorsprong.
De verscheidenheid in voornamen is gering, aangezien de kinderen gewoonlijk naar grootouders of peetouders zijn genoemd. Populaire namen voor vrouwen omvatten: Anna, Barbara (officieel: Borbála), Christina (officieel: Krisztina), Katharina (officieel: Katalin), Magdalena (officieel: Magdolna), Maria, Sophia (officieel: Zsófia), Theresia (officieel: Terézia), en vele twee-naam combinaties daarvan. De populaire namen voor mannen zijn: Adam (officieel: Ádám), Christen, Friedrich (officieel: Frigyes), Georg (officieel: György), Gottfried, Heinrich (officieel: Henrik), Jakob (officieel: Jakab), Johann (officieel: János), Konrad (officieel: Konrád), Ludwig (officieel: Lajos), Mathias (officieel: Matyás), Nikolaus (officieel: Mikolás), Peter (officieel: Péter), Philipp (of Filipp, officieel: Fülöp), en Stefan (of Stephan, officieel: István)). Met zo weinig namen in dorpen werden vaak andere aanduidingen of bijnamen gebruikt om mensen te onderscheiden. De aanduidingen hielden vaak verband met grootte, beroep, of plaats (gewoonlijk straatnaam) Zo kan de naam "Kleinjohan" slaan op zijn grootte, maar ook daarop, dat hij een zoon is van vader Johan.